# Kupellonura biriwa
Kupellonura biriwa là một loài chân đều trong họ Hyssuridae. Loài này được Poore & Lew Ton miêu tả khoa học năm 1988.